# Fitzen
Fitzen település Németországban, Schleswig-Holstein tartományban. Lakosainak száma 389 fő (2023. december 31.).

## Népesség
A település népességének változása:
| Lakosok száma | 208  | 361  | 360  | 376  | 385  | 389  |
|               | 1975 | 2017 | 2019 | 2021 | 2022 | 2023 |